# Улица Карла Либкнехта (Иркутск)
Улица Ка́рла Ли́бкнехта (бывшая Саломатовская, Большая Саломатовская (также встречается написание Соломатовская)) — улица в Правобережном и Октябрьском округах Иркутска, оканчивается на стыках с улицами Карла Маркса и Байкальской. Названа в честь Карла Либкнехта.

## История
Улица возникла в середине XIX века. В 1915 году с её левой стороны насчитывалось 193 дома, с правой — 180. Историческая застройка улицы характеризуется преимущественно деревянными домами из толстых брёвен или бруса. Они, как правило, были без обшивки, однотипные, двухэтажные. Большинство домов — доходные. Улица пострадала во время пожара 1879 года. Вместе с жилыми домами сгорела синагога, строительство которой завершилось накануне пожара. К тому времени в районе улицы проживала основная масса иркутских евреев, занимая квартал от Большой до Арсенальской улиц. В 1897 году на улице была построена мусульманская суннитская мечеть, впоследствии здание было перестроено. 22 ноября 1909 года в доходном доме на Саломатовской (ныне улица К. Либкнехта, 5) родился Михаил Миль (1909—1970) — советский конструктор вертолётов, Герой Социалистического Труда. 5 ноября 1920 года по постановлению заседания Исполнительного комитета Иркутского городского Совета рабочих и красноармейских депутатов улица Саломатовская была переименована в улицу Карла Либкнехта. 